# NGC 3753
NGC 3753 is een spiraalvormig sterrenstelsel in het sterrenbeeld Leeuw. Het hemelobject werd op 9 februari 1874 ontdekt door de Britse astronoom Ralph Copeland.

## Synoniemen
- UGC 6602
- VV 282
- MCG 4-28-10
- Arp 320
- ZWG 127.12
- HCG 57A
- PGC 36016